# Рябовол Лілія Тарасівна
Лі́лія Тара́сівна Рябово́л (22 лютого 1969, Харків) — український науковець, доктор педагогічних наук, професор, професор кафедри державно-правових дисциплін та адміністративного права Центральноукраїнського державного університету імені Володимира Винниченка.

## Освіта
1991 року закінчила Кропивницький педагогічний інститут ім. О. С. Пушкіна за спеціальністю: історія та іноземна мова. Присвоєно кваліфікацію: вчитель історії й іноземної мови.
2004 року закінчила Київський юридичний інститут МВС України за спеціальністю: правознавство. Присвоєно кваліфікацію: юрист.

## Педагогічна та науково-педагогічна діяльність

### Педагогічна діяльність
1990—1997 роки працювала на посаді вчителя історії середньої школи № 8, Кібернетико-технічного коледжу м. Кропивницького.

### Науково-педагогічна діяльність
1998 — до цього часу працювала/ працює на посадах викладача, старшого викладача, доцента, професора кафедр (Кіровоградського) Центральноукраїнського державного педагогічного університету імені Володимира Винниченка (м. Кропивницький).
20 лютого 2001 року у спеціалізованій вченій раді Криворізького державного педагогічного університету Міністерства освіти і науки України захистила дисертацію на здобуття наукового ступеня кандидата педагогічних наук зі спеціальності 13.00.01 Загальна педагогіка та історія педагогіки. Згідно з рішенням Президії ВАК України від 14 листопада 2001 року, отримала диплом кандидата педагогічних наук. Тема кандидатської дисертації: «Розвиток земської освіти в Херсонській губернії другої половини XIX — початку XX ст.».
Рішенням Атестаційної колегії Міністерства освіти і науки України від 28 квітня 2004 року надано вчене звання доцента кафедри теорії та історії держави та права.
11 листопада 2015 року у спеціалізованій вченій раді Інституту педагогіки НАПН України захистила дисертацію на здобуття наукового ступеня доктора педагогічних наук за спеціальністю 13.00.02 Теорія та методика навчання (історія та суспільствознавчі дисципліни). На підставі рішення Атестаційної колегії від 25 лютого 2016 року отримала диплом доктора педагогічних наук. Тема докторської дисертації: «Система навчання правознавства учнів основної і старшої школи».
Рішенням Атестаційної колегії Міністерства освіти і науки України від 23 жовтня 2018 року надано вчене звання професора кафедри державно-правових дисциплін та адміністративного права.
З 2016 року є науковим керівником науково-дослідної лабораторії «Теорії та методики навчання історії, правознавства та інших суспільствознавчих дисциплін» факультету історії та права Центральноукраїнського державного педагогічного університету імені Володимира Винниченка (м. Кропивницький).
З 2017 року є членом редакційної колегії, з 2019 — науковим редактором видання «Наукові записки. Серія: Право» ЦДПУ ім. В. Винниченка, включеного до переліку наукових фахових видань України з юридичних наук.
З 2019 року — членом редакційної колегії видання «Наукові записки. Серія: Педагогічні науки» ЦДПУ ім. В. Винниченка, включеного до переліку наукових фахових видань України з педагогічних наук.
З 2017 року бере участь у виконанні НДР «Концептуально-методологічні засади правового регулювання процесу Європейської інтеграції України».
Бере участь у закордонних міжнародних науково-практичних конференціях, які проводяться у Литві, Молдові, Польщі, Словаччині тощо.

### Коло наукових інтересів
- методика навчання історії, правознавства та інших суспільствознавчих предметів у закладах загальної середньої освіти;
- педагогічна освіта; професійна підготовка вчителя історії, правознавства та інших суспільствознавчих предметів;
- правова освіта, вища юридична освіта; методика викладання юридичних дисциплін у закладах вищої освіти;
- конституційне право України та зарубіжних країн;
- теорія права, методологія та організація наукових досліджень з правознавства.

### Наукові праці
Є автором понад 250 праць, серед яких:
1) монографії:
- Рябовол Л. Т. Система навчання правознавства учнів основної і старшої школи: монографія. Кіровоград: «Полімед-Сервіс», 2015. 360 с.
- Рябовол Л. Т. Конституційний лад як основний інститут конституційного права України: розвиток у контексті Європейської інтеграції: Розділ 4/ Інтеграція правової системи України в Європейський простір: стан та шляхи розвитку: монографія / Кол. авторів; За ред. Є. Ю. Соболь, В. Г. Гриценко. Кропивницький: ПОЛІМЕД-сервіс, 2018. 337 с.;

2) наукові статті, опубліковані у фахових виданнях з педагогіки, які включені до наукометричної бази Web of Science:
- Рябовол Л. Т., Чернік С. Д., Шатрава С. О. Формування предметних умінь і навичок з правознавства в учнів 9 класів. Наука і освіта. 2017. № 8. С. 23-33).

DOI: https://doi.org/10.24195/2414-4665-2017-8-3
- Рябовол Л., Гриценко В. Г., Сокуренко О. А. Методична система коучинг-навчання юридичних дисциплін у вищій школі. Наука і освіта. 2018. №. 2. С. 16-26.

URL: http://scienceandeducation.pdpu.edu.ua/uk/articles/2018-2-doc/2018-2-st3
3) наукові статті, опубліковані у фахових виданнях з педагогічних та юридичних наук:
- Рябовол Л. Т. Вивчення теоретичного правознавчого матеріалу та формування правових понять. Проблеми підготовки сучасного вчителя: збірник наукових праць Уманського державного педагогічного університету імені Павла Тичини / [ред. кол. : Побірченко Н. С. (гол. ред.) та ін.]. Умань: ПП Жовтий О. О., 2012. Випуск 5. Частина 2. С. 81-87. URL: http://nbuv.gov.ua/UJRN/ppsv_2012_5%282%29__14
- Рябовол Л. Т Понятійний апарат шкільних курсів правознавства: загальна характеристика та особливості. Вісник Житомирського державного університету імені Івана Франка. 2012. № 64. С. 134—139. URL: http://nbuv.gov.ua/UJRN/VZhDU_2012_64_28
- Рябовол Л. Т Правові предметні компетенції як показники профільної правової предметної компетентності (критерії визначення рівнів сформованості). «Оновлення змісту, форм та методів навчання і виховання в закладах освіти»: збірник наукових праць. Наукові записки Рівненського державного гуманітарного університету. Випуск 8 (51). Рівне: РДГУ, 2014. С. 145—149. URL: http://nbuv.gov.ua/UJRN/Ozfm_2014_8_45
- Рябовол Л. Т. Правова предметна компетентність: поняття, структура, правові предметні компетенції. Наукові записки. Випуск 121. Серія: Педагогічні науки. Частина ІІ. Кіровоград: РВВ КДПУ ім. В. Винниченка, 2013. С. 263—268. URL: http://dspace.kspu.kr.ua/jspui/handle/123456789/695
- Рябовол Л. Т. Становлення вітчизняної системи шкільної правової освіти: практичний курс правознавства. Педагогічний процес: теорія і практика: збірник наукових праць. Київ: ТОВ "Видавниче підприємство «ЕДЕЛЬВЕЙС», 2013. Вип. 1. С. 155—163. URL: http://dspace.kspu.kr.ua/jspui/handle/123456789/2293
- Рябовол Л. Т. Підготовка вчителя до уроку як системна діяльність. Сучасні інформаційні технології та інноваційні методики навчання в підготовці фахівців: методологія, теорія, досвід, проблеми: збірник наук. праць. Вип. 38 / Редкол. : І. А. Зязюн (голова) та ін. Київ-Вінниця: ТОВ фірма «Планер», 2014. С. 55-60. URL: http://nbuv.gov.ua/UJRN/Sitimn_2014_38_13
- Рябовол Л. Т. Особливості уроку як форми організації компетентнісного навчання правознавства. Наукові записки. Випуск 132. Серія: Педагогічні науки. Кіровоград: РВВ КДПУ ім. В. Винниченка, 2014. С. 292—297. URL: http://nbuv.gov.ua/UJRN/Nz_p_2014_132_78
- Рябовол Л. Т. Контроль навчальних досягнень учнів з правознавства: поняття, принципи, функції, мета, суб'єкти, об'єкт, критерії оцінювання. Проблеми підготовки сучасного вчителя: збірник наукових праць Уманського державного педагогічного університету імені Павла Тичини / ред. кол. : Побірченко Н. С. (гол. ред.) та ін. Умань: ФОП Жовтий О. О., 2014. Випуск 9. Частина 2. С. 61-68. URL: http://dspace.kspu.kr.ua/jspui/handle/123456789/2290
- Рябовол Л. Т. Система вищої юридичної освіти в Україні. Часопис Київського університету права. 2016. № 2. С. 379—383. URL: http://dspace.kspu.kr.ua/jspui/handle/123456789/2297
- Рябовол Л. Т. Система законодавства про правову освіту населення України. Порівняльно-аналітичне право. 2016. № 4. С. 38-41. URL: http://www.pap.in.ua/4_2016/11.pdf
- Рябовол Л. Т. Концептуальні основи побудови підручника з правознавства для профільного навчання. Проблеми сучасного підручника: зб. наук. праць / [ред. кол. ; голов. ред. — О. М. Топузов]. Педагогічна думка, 2016. Вип. 16. С. 373—384. URL: http://nbuv.gov.ua/UJRN/psp_2016_16_35
- Рябовол Л. Т. Правова компетентність учнівської і студентської молоді як предмет педагогічного дослідження. Наукові записки Тернопільського національного педагогічного університету імені Володимира Гнатюка. Серія: педагогіка. 2016. № 3. С. 121—129. URL: http://nbuv.gov.ua/UJRN/NZTNPU_ped_2016_3_21
- Рябовол Л. Т. Методика навчання правознавства (правознавча дидактика) як наука: об'єкт, предмет, мета, завдання, функції, методологія. Педагогіка вищої та середньої школи. 2017. Вип. 1 (50). С. 125—136. URL: http://nbuv.gov.ua/UJRN/PVSSh_2017_1_17
- Рябовол Л. Т. Методика навчання правознавства як наука: методи досліджень, категоріально-понятійний апарат, розробленість наукової та навчальної літератури. Педагогічний дискурс. 2017. № 22. С. 139—145. URL: http://nbuv.gov.ua/UJRN/0peddysk_2017_22_27
- Рябовол Л. Т. Конституційний лад України: наукова дискусія щодо визначення поняття і структурування. Актуальні проблеми вітчизняної юриспруденції. 2017. № 2. С. 37-40.
- Рябовол Л. Т. Засади конституційного ладу України як предмет дослідження: обґрунтування необхідності впорядкування термінологічного апарату. Порівняльно-аналітичне право. 2017. № 2. С. 47-50. URL: http://www.pap.in.ua/2_2017/13.pdf.
- Рябовол Л. Т. Гарантії конституційного ладу України як предмет дослідження: реалізація системного підходу. Юридичний науковий електронний журнал: електронне наукове фахове видання. 2017. № 4. С. 29-32. URL: http://lsej.org.ua/4_2017/4_2017.pdf.
- Рябовол Л. Т. Інститут лобіювання як предмет наукового дослідження. Право і суспільство. 2018. № 1. Ч. 2. С. 32-37. URL: http://pravoisuspilstvo.org.ua/archive/2018/1_2018/part_2/8.pdf
- Рябовол Л. Т. Судова влада та судова система як предмет наукових досліджень вітчизняних учених: деякі дискусійні питання. Науковий вісник Херсонського державного університету. Серія «Юридичні науки». 2018. Вип. 3. С. 56-60. URL: http://www.lj.kherson.ua/2018/pravo03/part_1/14.pdf
- Рябовол Л. Т. Тестування загальної навчальної правничої компетентності (ТЗНПК): деякі дискусійні аспекти проблеми. Часопис Київського університету права. 2018. № 2. С. 340—345. URL: http://kul.kiev.ua/doc/CHAS18_2.pdf
- Рябовол Л. Т. Система законодавства про наукову і науково-технічну діяльність. Наукові записки. Серія: Право. 2018. Вип. 5. С. 4-10. URL:https://www.cuspu.edu.ua/images/nauk_zapiski/pravo/5_2018/4-10.pdf
- Рябовол Л. Т. Компетентнісно орієнтована методика навчання юридичних дисциплін. Вісник ЛНУ імені Тараса Шевченка. Серія: Педагогічні науки. 2018. № 8(322). С. 127—136.
- Ryabovol, L. The system of pedagogical education and training of a history and low teacher: modernization in the context of the integration into the european and world educational space. Наукові записки Тернопільського національного педагогічного університету імені Володимира Гнатюка. Серія: педагогіка. 2018. № 1. С. 54-62. DOI 10:25128/2415-3605.18.1.8
- Рябовол Л. Т. Система лобіювання: структурний показник. Держава та регіони. Серія: Право. 2018. № 1(59). С. 29-34. URL:http://www.law.stateandregions.zp.ua/archive/1_2018/7.pdf
- Рябовол Л. Т. Конституція Української Народної Республіки 1918 року у вітчизняному конституційному процесі. Науковий вісник Міжнародного гуманітарного університету. Серія «Юриспруденція». 2018. № 33. С. 26-29. URL: http://www.vestnik-pravo.mgu.od.ua/archive/juspradenc33/juspradenc33.pdf
- Рябовол Л. Т. Праворозуміння як категорія юридичної науки.  Порівняльно-аналітичне право. 2019. № 5. С. 47-50. (0,5). URL: http://pap.in.ua/5_2018/11.pdf;

4) наукові статті, опубліковані в іноземних/ міжнародних виданнях: 
- Рябовол Л. Т. Методы обучения правоведения: понятие и классификация. Актуальные вопросы современной науки: сборник научных трудов. Новосибирск: Издательство ЦРНС, 2014. Выпуск 31. С. 104—114.
- Рябовол Л. Т. Словесные методы обучения правоведению. ФЭН-НАУКА: периодический журнал научных трудов. Бугульма, 2014. № 2 (29). С. 20-24. URL: http://nauteh-journal.ru/index.php/ru/-pzn14-02/1954-a
- Рябовол Л. Т. Наочні методи навчання правознавства. Науковий огляд: міжнародний науковий журнал. К. : ТОВ «ТК Меганом», 2014. № 1 (Т. 2). С. 111—117. URL:http://naukajournal.org/index.php/naukajournal/article/view/51
- Рябовол Л. Т. Практические методы обучения правоведению. Проблемы современной науки: сборник научных трудов. Выпуск 11, часть 1. Ставрополь: Логос, 2014. С. 82-90.
- Рябовол Л. Т. Виды и формы контроля учебных достижений по правоведению в средней общеобразовательной школе. Западно-Сибирский педагогический вестник: сборник научных трудов. Выпуск 1. Новосибирск: Издательство ЦРНС, 2014. С. 94-104.
- Рябовол Л. Т. Зміст навчальної дисципліни «Конституційне право України»: вдосконалення у контексті входження вітчизняної вищої юридичної освіти в європейський освітній простір. Europska veda (European science: Scientific journal). 2017. № 1. С. 52-56. URL:https://web.archive.org/web/20190212070530/http://european-science.sk/pdf/riabov.pdf
- Ryabovol, L. The essence and structure of history and legal studies teacher's competency: analysis of ukrainian and foreign scholars’ approaches (Сутність та структура компетентності вчителя історії та правознавства: аналіз вітчизняних та зарубіжних підходів). Порівняльна професійна педагогіка: міжнародний науковий фаховий журнал. 2017. № 7(3). С. 26-35. DOI: https://doi.org/10.1515/rpp-2017-0032
- Рябовол Л. Т. Поняття, види, рівні, суб'єкти та об'єкти наукової і науково-технічної діяльності: законодавче визначення: «Современные технологии образования взрослых»: сб. науч. работ / ГрГУ им. Я.Купалы; редкол.: Е. В. Концеал (гл.ред.) [и др.]. Гродно: ГрГУ, 2018. С. 131—140. URL: http://ipo.grsu.by/postdip2018/index.php/ppk/epa-2/2014-11-20-05-28-15/110

5) публікацій навчально-методичного характеру.

### Свідоцтва про реєстрацію авторського права на твір
Рябовол Л. Т. Система навчання правознавства учнів основної і старшої школи: монографія. Кропивницький: «Полімед-Сервіс», 2015. 360 с. Свідоцтво про реєстрацію авторського права на твір № 60682. Дата реєстрації 16.07.2015 р.
Рябовол Л. Т. Навчально-методичний комплекс курсу «Методика викладання юридичних дисциплін у вищій школі»: навчально-методичне видання. Кропивницький, 2016. 156 с. Свідоцтво про реєстрацію авторського права на твір № 74620. Дата реєстрації 13.11.2017 р.
Рябовол Л. Т. Методика викладання юридичних дисциплін у вищій школі: конспект лекцій. Кропивницький, 2016. 62 с. Свідоцтво про реєстрацію авторського права на твір № 74621. Дата реєстрації 13.11.2017 р.
Рябовол Л. Т. Асистентська практика студентів-магістрантів за спеціальністю 081 Право: навчально-методичне видання. Кропивницький, 2016. 33 с. Свідоцтво про реєстрацію авторського права на твір № 74639. Дата реєстрації 13.11.2017 р.
Рябовол Л. Т. Право видавця і редактора: навч. посіб. Кропивницький, 2016. 90 с. Свідоцтво про реєстрацію авторського права на твір № 74622. Дата реєстрації 13.11.2017 р.
Рябовол Л. Т. Навчально-методичний комплекс курсу «Державне право зарубіжних країн» (за вимогами кредитно-модульної системи). Кропивницький, 2009. 164 с. Свідоцтво про реєстрацію авторського права на твір №84654. Дата реєстрації: 21.01.2019р.  
Рябовол Л. Т. Конституційне право України. У визначеннях, таблицях і схемах (частина перша) : навчальний посібник. Свідоцтво про реєстрацію авторського права на твір №84656.Дата реєстрації: 10.01.2019р.  
Рябовол Л. Т. Конституційне право України. У визначеннях, таблицях і схемах (частина друга) : навчальний посібник. Свідоцтво про реєстрацію авторського права на твір №84652. Дата реєстрації: 21.01.2019р. 
Рябовол Л. Т. Збірник тестових завдань до курсу «Конституційне право України» : навчально-методичний посібник. Свідоцтво про реєстрацію авторського права на твір №84653. Дата реєстрації: 21.01.2019р.